# Siamo Stati Uniti
(motto della trasmissione)
Siamo Stati Uniti è stato un programma televisivo andato in onda per tre stagioni, dal 2007 al 2010, su Coming Soon Television, ideato da Antonio Bracco e condotto da Riccardo Festa e Pierpaolo Benigni, con la partecipazione attiva del cameraman Salvatore Costa (soprannominato Salvo o Fauno).
Ogni puntata era in diretta e durava circa 60 minuti, intervallati da tre spazi pubblicitari di circa due minuti ciascuno che dividevano ogni puntata in quattro parti.
All'interno di ogni puntata si trattavano argomenti come cinema e divi di Hollywood, talvolta si parlava di musica, videogiochi, curiosità di ogni genere ed eventualmente si discuteva su fatti di attualità accaduti nel mondo. Caratteristica fondamentale era l'interattività del programma, infatti i telespettatori potevano parteciparvi, da casa, inviando commenti o suggerimenti via sms che venivano letti dai due conduttori.

## Struttura di ogni puntata
Quella che segue è una divisione che ripercorre l'organizzazione ideale del programma, anche se, di puntata in puntata, poteva variare.
Nella prima parte solitamente c'era un'introduzione che narrava una vicenda buffa di vita quotidiana tra i due conduttori e il cameraman Salvo ed, eventualmente, il signor Tony o un ospite speciale; questa introduzione era interrotta da una sirena (introdotta nella terza stagione) che simboleggiava il vero e proprio inizio della puntata.
Dopo una piccola sigla i conduttori facevano un sommario di ciò che poi sarebbe stato detto in puntata, anche se molto spesso per questioni di tempo non si parlava di tutto ciò che era stato programmato in scaletta.
La seconda parte era quella in cui, se c'era un ospite, si parlava con lui; in caso di assenza di un ospite si iniziava con le prime notizie dal mondo del cinema.
La terza parte era caratterizzata da collegamenti esterni con membri dello staff di Coming Soon Television come Mauro Donzelli o Adriano Ercolani,  che parlavano di nuove uscite, film, festival, box office e varie ed eventuali.
Nella quarta ed ultima parte i due conduttori spesso si sistemavano sul divano, spostandosi dal bancone, parlavano velocemente delle ultime notizie ed in seguito effettuavano l'esclusiva "telefonata con l'aldilà" (o "telefonata con il morto"). 
Subito dopo quella telefonata la puntata finiva.

## Rubriche

### La telefonata con il mondo dell'aldilà
Il programma si distingueva per vari aspetti, uno dei quali era la  "chiamata con il mondo dell'aldilà", che generalmente avveniva a fine puntata e consisteva nel parlare (ovviamente per finta) con illustri personaggi ormai defunti. Spesso e volentieri, questi ultimi infangavano la loro stessa reputazione, ora parlando dei loro veri sogni, ora componendo canzoni per lungometraggi come New Moon, o infine commentando sarcasticamente il mondo contemporaneo.

### Siamo Stati Ripescati
I due conduttori in questo spazio del venerdì che precedeva "Siamo Stati Telefonati", creato a metà della terza stagione, ripescavano per il pubblico tutte le più importanti notizie cinematografiche che non erano riusciti a dare durante la settimana a causa dei vari colpi di scena, collegamenti, intrusi, ecc.

### Siamo Stati Telefonati
Era la rubrica più attesa da parte del pubblico, nata durante la seconda stagione, in cui i due presentatori chiamavano al telefono un telespettatore che si era prenotato via e-mail per partecipare alla trasmissione con una scena cult di un film a scelta da far vedere e spiegare; dalla seconda stagione si svolgeva il venerdì, nella quarta parte.

## Siamo Stati Uniti, la sit-com

### Prima e seconda stagione
Un'altra peculiarità della trasmissione era quella di essere stata, oltre a un talk show con attrici e attori ospiti e in primis un programma incentrato sull'informazione cinematografica, anche una sit-com. Nella finzione, infatti, Riccardo e Pierpaolo, i conduttori, sono due showman italiani sbarcati a New York per cercare di raggiungere il successo e la ricchezza conducendo, appunto, un programma "giovane e brillante" sul cinema. Al loro arrivo, però, trovano un ambiente ostile e insormontabile e finiscono così col condurre lo stesso sì una trasmissione, ma da un sotterraneo di un ristorante italiano di Little Italy, gestito da un malavitoso, il perfido Mr. Tony, interpretato da Antonio Massanelli. Nel corso delle prime due stagioni, questo oscuro personaggio chiede loro di pagargli l'affitto dello scantinato con metodi poco ortodossi e parecchio violenti.
In loro soccorso arriva il doppiogiochista nipote di Mr. Tony, ovvero Salvo, che svolge pure il ruolo di cameraman.
Al termine della seconda stagione, sarà proprio lui a donare un milione di dollari (messi all'interno di una valigetta) a Pierpaolo e Riccardo, per permettere loro di scappare e rifarsi una vita una volta tornati in Italia. Ma in qualche strana maniera, i soldi vengono bloccati da Mr. Tony, finito nel frattempo in carcere a causa di una soffiata anonima alla polizia (compiuta in realtà da Pierpaolo) e così tutto il malloppo diventa inaccessibile.
Durante la seconda stagione, sono nate due rubriche che hanno visto Riccardo e Pierpaolo rivaleggiare tra loro per l'affetto e il consenso del pubblico da casa che puntualmente, una volta viste le due proposte, votava per l'una o per l'altra, tramite sms o e-mail:
- Ti scopro New York: presentata da Riccardo che, tra aneddoti e furberie varie, guidava alla scoperta di New York City e delle sue chicche;
- Iuessè Gourmet: presentata da Pierpaolo con lo scopo di scavare nei meandri della cucina USA per svelare il segreto dei raffinati e bistrattati gusti americani.

### Terza stagione
Nella terza stagione si assiste ad un cambio di set: Riccardo e Pierpaolo si trasferiscono a condurre nel bunker-loft di Mr. Tony, in cui è presente un'inquietante e misteriosa porta viola, la quale poi si rivelerà essere un portale dimensionale.
Il Sig. Tony, nonostante sia in galera, riesce comunque a fare qualche improvvisata durante la trasmissione: ora per spostare l'orario di messa in onda, ora per distruggere la parete delle foto dei fan e infine per interrompere l'ultimissima puntata in cui era previsto addirittura l'ospitata di Robert Pattinson. La stagione termina con Salvo, il cameraman, che spegne tutte le luci dello studio, portando così a termine la triennale avventura di Siamo Stati Uniti.
Quest'ultima stagione viene ricordata soprattutto per l'introduzione di alcuni buffi disturbatori telefonici, tra i quali ricordiamo:
- Gunter

Gunter era, nella finzione, un abitante di Bressanone, accanito telespettatore della trasmissione. Molto spesso durante la puntata telefonava ai due conduttori facendo pubblicità al suo bar, parlando delle sue tradizioni e facendo richieste particolari (la più frequente è quella di poter mostrare immagini piccanti).
- Hilary Suenk

Questo bizzarro personaggio (chiara parodia dell'attrice Hilary Swank) era solito chiamare durante la trasmissione e raccontare le sue vicende da VIP; disprezzava le persone con pochi soldi e si riteneva superiore ad ogni altro attore o attrice; spesso si arrabbiava per mancate nomination agli Oscar come quella per il film Amelia. Hilary nutriva un forte disprezzo verso Winona Ryder, infatti si travestiva spesso da Winona e commetteva crimini per metterla nei guai.
Molto famosa era la sua forma di chiusura che diceva "Sono Hilary, Hilary Suenk" (la parola Suenk era pronunciata molto velocemente per caratterizzare la banalità della parola).
- Il Bambino con il pigiama a righe

Il Bambino con il pigiama a righe era molto apprezzato dal pubblico; aveva una voce molto profonda e cupa.
Il Bambino spesso componeva canzoncine e filastrocche contro i suoi odiati Passeri Puzzoni, era molto cattivo e si divertiva a prenderli di mira.
Nelle ultime puntate Il Bambino aveva a che fare con il Gatto Mammone, ma il gatto non andava mai d'accordo con il bambino e molto spesso finivano col litigare.
- La moglie dell'uomo che viaggia nel tempo

Questa donna era, appunto, sposata con un uomo che viaggia nel tempo e in ogni sua chiamata parlava di un suo tradimento perché stufa di aspettare il marito perennemente in viaggio; nonostante ciò, lei si riteneva una donna "fedele come poche" e si vantava della sua reputazione.

## Programmi correlati

### Siamo Estate Uniti
Nell'estate del 2009, al termine della seconda stagione, i due conduttori Pierpaolo e Riccardo hanno condotto questa mini-serie estiva tra le strade di Manhattan, ripercorrendo i momenti più significativi, con immagini e servizi, della stagione cinematografica dei mesi 
precedenti.

### Siamo Stati Ospitati
Prima serie di riassunti delle puntate migliori della terza stagione di Siamo Stati Uniti focalizzata sugli ospiti VIP che hanno fatto
visita alla trasmissione.

### Siamo Stati Eclipsati
Seconda serie di riassunti delle puntate migliori della terza stagione di Siamo Stati Uniti.

## Curiosità
- Il totale delle puntate si aggira intorno a 500.
- A dare la voce al "morto" dall'aldilà e ai vari personaggi comparsi nel corso della terza stagione è stato l'autore stesso del programma, Antonio Bracco.
- Nella terza stagione uno tra i più noti partecipanti della trasmissione, ovvero Nicolo' B.Caoduro (conosciuto nell'ambito come "Doppiatore Matto"), ideò il titolo della rubrica settimanale "Siamo Stati Ripescati".[1]
- Durante la seconda stagione l'attore americano Vin Diesel ha registrato un promo per la trasmissione.